# Fligl József (zeneszerző)
Fligl József (Pest, 1868. március 7. – Budapest, 1942. október 10.) író és zongoraművész, zenei szakíró, MÁV főfelügyelő.

## Életútja
Szülei Fligl Nándor és Weszele Hermina voltak. Középiskoláit a Markó utcai főreáliskolában, zenei tanulmányokat a Nemzeti Zenedében és külföldön folytatott. Bécsben Epsteinnél és Emil von Sauernél tanult. Kitűnő Bach- és Beethoven-játékos hírében állt és így nagy sikerrel hangversenyezett 1878-tól Magyarországon, majd külföldön. 1918 és 1930 között Nirschy Emília táncakadémiájának zenei vezetője volt. 1924-ben négyhónapos körúton járt Roósz Emillel és Buttula Lászlóval Budapest Trió címmel. Egy ideig zenekritikusa volt a Pesti Hírlapnak és 1926-tól zenei tudósítója a lipcsei Zeitschrift für Musiknak, egyúttal a Magyar Államvasutak főhivatalnokaként is működött. Különböző magyar és német nyelvű folyóiratokban jelentek meg elbeszélései humoreszkjei és zenetudományi cikkei. Szerzeményei dalok, sanzonok, szerenádok és bölcsődalok. Több magyar művész pályafutását segítette. A Pátria Klub karnagya és választmányi tagja, valamint a Goldmark Társaság választmányi tagja volt. Német nyelvű novellás kötetei: Pater Cyprian (1922), Novellen (1925).
1942. október 10-én Budapesten, az Atrium filmpalota házában (Margit-körút), hatodik emeleti bérelt lakásában meggyilkolták. Jakab Tibor 19 éves asztalos-segéd, utazó és Varga István 19 éves fiatalember többször jártak már nála. Aznap vacsora után Jakab tarkón ütötte Fliglt, Varga pedig az állára mért egy ütést. Fligl eszméletlenül esett össze, mire Jakab zsebkendőt tömött a szájába, majd törülközőt kötött a nyakára és megfojtotta, ezután lakását kirabolták. Az ítélőtábla a gyilkosokra 11, illetve 15 évi fegyházbüntetést szabott ki.
Temetésére 1942. október 17-én került sor a Farkasréti temető halottasházából a római katolikus egyház szertartása szerint. Felesége Csattogányi Adél volt.